# Allmänna prästadömet
Begreppet allmänna prästadömet, sacerdotium commune, är en luthersk doktrin som innebär att alla människor som har tagit emot dopet har del i det gammaltestamentliga offerprästämbete, som ger direkt möjlighet till frälsningen hos Gud Fadern, genom Sonen (precis som den gammaltestamentlige översteprästen fick möta Gud när han frambar offret i det Allraheligaste i Jerusalems tempel och folket genom honom på så sätt försonades med Gud, Hebr. 10:19-22) enl. Hebr 9:11ff. Kristus uppfattas som den store översteprästen och det "Guds Lamm", som en gång för alla har offrat sig själv för att öppna denna väg till Fadern, 1 Petr.1:19, Hebr 7:24-27. Tanken finns redan hos kyrkofäderna Irenaeus, Tertullianus, Leo den Store och Augustinus.
Som "lemmar i Kristi kropp" (1 Kor. 12:27) ses de döpta alltså som "den store Översteprästens" (Kristi) lemmar. I medeltidskyrkan sköts tanken på det allmänna prästadömet åt sidan, men lyftes fram i reformationen i kritiken av den romerska mässoffersläran.
Det allmänna prästadömet skall inte blandas samman eller förväxlas med det vanliga, så kallade särskilda prästämbetet (ministerium ecclesiasticum; yrkestjänsten). Det är i stället fråga om en teologisk doktrin, som inte kan göras till föremål för kyrkorättslig organisiation eller tolkas i "makt"-kategorier. Det allmänna prästadömet rör frågan om hur människan blir frälst och hur hon är kallad att på ett kristet sätt möta sin nästa med evangeliet, medan det särskilda prästämbetet handlar om hur Guds nåd förmedlas genom kyrkans nådemedel, Ordet, dopet och nattvarden, och till vilket de, som i nutida svenskt vanligt språkbruk kallas "präster" har kyrkans särskilda uppdrag. Begreppet "allmänt prästadöme" i luthersk teologi innebär alltså inte - som citaten nedan visar - att alla döpta därmed kan fullgöra prästernas/nådemedelsämbetets uppgifter: kyrkan har anförtrott det offentliga lärandet och sakramentsförvaltningen åt vissa personer, som genom vigning fått detta uppdrag. I kris och nödläge har den som har del i det allmänna prästadömet alltid haft rätten att döpa, men sådant dop skall därefter bekräftas av prästämbetet, som en markering av att det skett i kyrkans sammanhang och inte privat.
En konsekvens av detta är alltså att de som innehar prästtjänst (1) genom dopet har del i de troendes allmänna prästadöme (sacerdotium commune) och (2) genom prästvigningen har del i det särskilda prästämbetet (sacerdotium ecclesiasticum) - det är inte fråga om ett antingen-eller.
Luther säger bl.a.: "I och med att vi genom denne präst och hans prästadöme [dvs. Kristus] blivit kristna och genom tron i dopet blivit införlivade med honom, får vi även rätt och fullmakt att inför varje människa lära och bekänna det Ord vi fått av honom, var och en i enlighet med sitt stånd. Ty fastän vi inte alla är i det offentliga ämbetet [prästyrket] och kallelsen så skall och bör varje kristen undervisa sin nästa när och där det behövs". (Luthers Werke, Weimarer Ausgabe (WA) 41, 211. -- "Även om vi alla är präster [i det allmänna prästadömet] så kan och skall fördenskull inte alla predika eller lära och inneha en ledningsfunktion. Man måste ju ur den stora mängden avskilja och utvälja några, åt vilka detta ämbete [prästämbetet] anförtros. ... Man måste alltså skilja mellan predikoämbetet [prästämbetet] eller tjänsten [yrket] och alla döpta kristnas gemensamma prästadöme [det allmänna prästadömet]" (WA 41, 210.)--- "Alla kristnas gemensamma rätt kräver emellertid, att en, eller så många, som församlingen vill ha, skall utväljas och insättas, och de utövar detta ämbete offentligt i allas deras namn och i deras ställe, som har just samma rättighet, så att det inte skall bli en förfärlig oordning bland Guds folk och kyrkan bli ett Babylon" (WA 12, 189)